# Reload
Reload (stiliserat ReLoad) är det sjunde studioalbumet av den amerikanska hårdrocksgruppen Metallica, utgivet 1997. I låten "The Memory Remains" medverkar även sångerskan Marianne Faithfull. Omslaget är gjort av Andres Serrano, som även gjorde omslaget till föregångaren Load. Många låtar som inte fick plats på Load hamnade senare på Reload.

## Låtlista
1. "Fuel" (Kirk Hammett, James Hetfield, Lars Ulrich) - 4:29
2. "The Memory Remains" (James Hetfield, Lars Ulrich) - 4:39
3. "Devil's Dance" (James Hetfield, Lars Ulrich) - 5:18
4. "The Unforgiven II" (Kirk Hammett, James Hetfield, Lars Ulrich) - 6:36
5. "Better Than You" (James Hetfield, Lars Ulrich) - 5:21
6. "Slither" (Kirk Hammett, James Hetfield, Lars Ulrich) - 5:13
7. "Carpe Diem Baby" (Kirk Hammett, James Hetfield, Lars Ulrich) - 6:12
8. "Bad Seed" (Kirk Hammett, James Hetfield, Lars Ulrich) - 4:05
9. "Where the Wild Things Are" (James Hetfield, Jason Newsted, Lars Ulrich) - 6:52
10. "Prince Charming" (James Hetfield, Lars Ulrich) - 6:04
11. "Low Man's Lyric" (James Hetfield, Lars Ulrich) - 7:36
12. "Attitude" (James Hetfield, Lars Ulrich) - 5:16
13. "Fixxxer" (Kirk Hammett, James Hetfield, Lars Ulrich) - 8:15

## Medverkande
- James Hetfield - sång, kompgitarr
- Kirk Hammett - sologitarr
- Jason Newsted - bas
- Lars Ulrich - trummor